# Абишев, Уразбай
Уразба́й Аби́шев (род. 10 июня 1930 год, село Кызылжарма) — передовик производства, слесарь локомотивного депо станции Кзыл-Орда Западно-Казахстанской железной дороги, Кзыл-Ординская область, Казахская ССР. Герой Социалистического Труда (1981). Почётный железнодорожник (1974). Почётный гражданин города Кызылорда.

## Биография
Родился 10 июня 1930 года в ауле Кызылжарма. С 1942 по 1949 год трудился на различных работах в родном селе. После окончания железнодорожного техникума № 11 в городе Кзыл-Орда работал с 1951 по 1957 года слесарем в локомотивном депо станции Кзыл-Орда Западно-Казахстанской железной дороги. С 1957 по 1963 года — слесарь по ремонту двигателей паровозов и тепловозов. В 1963—1964 годах — бригадир заготовительного цеха. В возрасте 37 лет получил шестой разряд слесаря-ремонтника. Внёс несколько десятков рационализаторских предложений, в результате чего значительно увеличилась производительность труда.
С 1964 по 1990 года — старший слесарь по ремонту тепловозов.
17 сентября 1974 года стал почётным гражданином Кзыл-Орды. В 1981 году удостоен звания Героя Социалистического Труда «за выдающиеся производственные достижения, досрочное выполнение заданий десятой пятилетки и социалистических обязательств».
В 1990—1991 годах — слесарь-экспериментальщик.
Избирался депутатом городского и областного Советов народных депутатов.
Награды
- Герой Социалистического Труда — указом Президиума Верховного Совета СССР 2 апреля 1981 года
- Орден Ленина — дважды
- Орден Октябрьской Революции